# Человек и слово
«Человек и слово» — советский рисованный мультипликационный фильм 1973 года, лаконичные сатирические новеллы режиссёра и сценариста Евгения Сивоконя.

## Сюжет
Пять символических новелл о влиянии слова на людей.
1. Весёлый человек шёл по улице и говорил слова приветствия встречным людям. Но вдруг он столкнулся с хмурым грубияном, и тот облил оптимиста грязными словами. И грязное слово прилипло к доброму человеку. И только слово друга очистило человека и он вновь стал оптимистом.
2. Человек с цветком под уличными часами ждал девушку. Но она не пришла. Дома у телефона он погружался в отчаяние. Но зазвонил телефон и от ласкового слова любимой в его сердце расцвели розы и запели птицы.
3. Поэт сочинял стихи, сжигал и рвал черновики. Наконец слова вылились на чистовик. От удачного стихотворения душа поэта воспарила к небу, а от слова завистника — упала на землю.
4. Болтун изливал потоки слов, и они мыльными пузырями улетали и лопались. Когда запас слов закончился, болтун сдулся.
5. Два человека встретились, стали обмениваться новостями и вдруг поссорились. Слова превратились в оружие, проложившее глубокую трещину между ними. Поскучав в одиночестве, каждый послал слова примирения и трещина затянулась. А люди вновь стали дружески беседовать.

## Создатели
| Автор сценария и режиссёр | Евгений Сивоконь                                          |
| Художники-постановщики    | А. Королёв, Е. Сивоконь                                   |
| Композитор                | Яков Лапинский                                            |
| Оператор                  | Анатолий Гаврилов                                         |
| Звукооператор             | Игорь Погон                                               |
| Редактор                  | Светлана Куценко                                          |
| Мультипликаторы           | Наталья Марченкова, Н. Бондарь, Адольф Педан, Е. Сивоконь |
| Ассистенты                | Р. Лумельская, В. Сабликов, И. Сергеева, Ю. Сребницкая    |
| Директор картины          | И. Мазепа                                                 |

## Награды
- 1974 — III МФАФ, Загреб (Югославия) — Диплом;
- 1974 — VII ВКФ, Баку — Вторая премия по разделу мультипликационных фильмов[2]

## Отзывы
Среди лучших мультфильмов «Киевнаучфильма» 60—70-х годов XX в.: «Сказание про Игорев поход», «Журавлик», «Тёплый хлеб», «Тигрёнок в чайнике», «Волшебник Ох», «Весёлый цыплёнок», «Мальчик и облачко», «Парасолька на охоте», «Человек и слово», «Как казаки невест выручали», «Салют», «Какого рожна хочется?», «Удивительный китёнок», «Колумб причаливает к берегу», «Как жёны мужей продавали».— Украинской ССР кинематография // Кино: Энциклопедический словарь / Под ред. С. И. Юткевича. — М.: Советская энциклопедия, 1987. — С. 436. — 640 с.